# Peter Kušter
Peter Kušter (v nemškem izvirniku Struwwelpeter) je naslov in ime naslovnega lika otroške slikanice Heinricha Hoffmanna, ki je prvič izšla leta 1845. Peter Kušter je najbolj znana in najuspešnejša nemška otroška slikanica vseh časov. Njen polni naslov je: Peter Kušter ali Zabavne zgodbe s hecnimi slikami (v izvirniku: Der Struwwelpeter oder lustige Geschichten und drollige Bilder für Kinder von 3 bis 6 Jahren). 

## Nastanek in objave
Leta 1844 je nemški zdravnik dr. Heinrich Hoffmann v Frankfurtu na Majni želel svojemu triletnemu sinu Carlu za božično darilo kupiti slikanico. Ker se mu ponudba v knjigarnah ni zdela dovolj dobra, se je odločil, da bo sam naredil otroško knjigo. V prazni zvezek je spesnil in ilustriral zgodbe v zgodnji obliki stripa. Na božični večer leta 1844 je potem sinu podaril knjižico, ki jo je sam ustvaril. Na prigovarjanje prijateljev, ki so knjižico dobili pred oči, se jo je odločil objaviti in tako je prvič izšla že leta 1845. Takoj je postala prodajna uspešnica. Pozneje je Hoffmann slikanico še izpilil in dopolnil, tako da je leta 1858 prvič izšla v podobi, po kateri je znana še danes. 
Slikanica je bila doslej natisnjena v več tisoč izdajah, objavljene so bile številne priredbe in prevedena je bila v več kot 45 jezikov. Prvi slovenski prevod nemškega izvirnika je bil objavljen v dvajsetih letih 20. stoletja, in sicer pod naslovom Zaspanček Razkodranček (prevedla Sonja Sever). Toda ta, prvi prevod v slovenščino se ni nikoli zares prijel. Prvi slovenski prevod je imel namreč več pomanjkljivosti: poleg tega, da ni premogel izpovedne moči nemškega izvirnika, je bil njegov jezik pootročen in je uporabljal ljubkovalnice, ki so bile izvirniku tuje. V slovenskih knjižnicah se je ohranil le en izvod tega prvega prevoda. Leta 2013 je izšel nov slovenski prevod nemškega izvirnika, in sicer pod naslovom Peter Kušter.

## Vsebina
V slikanici je deset rimanih zgodb, ki v zgodnji obliki stripa želijo otroke na zabaven način opozoriti na vsakdanje nevarnosti. Zgodbe v slikanici imajo jasen moralni nauk in so poučne. V njih nastopajo otroci, ki niso pridni in ki ne ubogajo svojih staršev. Le-ti imajo vedno prav. Prekršku vedno sledi kazen. Kazni v zgodbah so drastične in telesne, toda kaznovanje je posredno: kaznuje namreč situacija, ne starši. Poleg poučnih zgodb v slikanici najdemo tudi nadvse zabavno zgodbo iz tradicije narobe svet, zgodbo o zajcu in lovcu, ki po vsebini odstopa od vseh drugih in ki preseneča s svojim naravnost sodobnim zavzemanjem za živali. Hoffmannove ilustracije so preproste in z jasno sporočilnostjo neposredno nagovarjajo domišljijo otroka. Enako velja tudi za besedilo. Hoffmann je slikanico namenil otrokom od tretjega do šestega leta starosti. Zgodbe iz slikanice vedno znova sprožajo živahne razprave pedagogov in psihologov. Hoffmann, ki je bil tudi sam psihiater, pa danes velja za pionirja pedopsihiatrije.  
Številni sugestivni verzi iz Petra Kuštra so v nemščini v vsakdanji rabi. Praktično vsi njeni mali junaki so postali del vsakdanje, pogovorne nemščine: Ko otrok noče jesti juhe, mu mati reče: »Saj boš vendar končal kot Gašper Jušnik (Suppen-Kaspar)!« Če otrok premalo pozoren prečka cesto, ga imenujejo Jaka, ki v zrak gleda (Hans Guck-in-die-Luft). Če se otrok igra z vžigalicami, mu rečejo: »Pomisli na Katko (Paulinchen).« Filip Živec (Zappel-Philipp) je sopomenka za hiperaktivne otroke. Zgodba o črnih fantih pa ostaja trajno aktualna s svojim sporočilom proti rasizmu. Od vseh pa je najbolj znan naslovni lik slikanice, Peter Kušter.

## Zgodbe

### Peter Kušter (Struwwelpeter)
To je naslovna zgodba, ki sledi uvodnemu rimanemu knjižnemu posvetilu. Peter Kušter s svojim poudarjeno zanemarjenim videzom (predolgi nepočesani lasje, predolgi nohti) otožnih oči otroke odvrača od tega, da bi ga posnemali. 

### Zgodba o hudobnem Črtu (Die Geschichte vom bösen Friederich)
Črt je fant, ki rad muči živali. Ko se nekoč z bičem loti psa, ga ta ugrizne v nogo. V Zgodbi o hudobnem Črtu lahko s psihiatričnega vidika prepoznamo antisocialno osebnostno motnjo v nastajanju.

### Zelo žalostna zgodba o vžigalicah (Die gar traurige Geschichte mit dem Feuerzeug)
Medtem ko je Katka sama doma, odkrije vžigalice in se začne z njimi igrati. Pri tem se zgodi nesreča, saj ogenj od prižgane vžigalice vžge Katkino obleko. V zgodbi nastopata tudi govoreča hišna mačka Muc in Mik, ki Katko svarita pred dejanjem in potem objokujeta nesrečo, ki se je zgodila.

### Zgodba o črnih fantih (Die Geschichte von den schwarzen Buben)
Anže, Miha in Urban brijejo norce iz temnopoltega zamorca na sprehodu. Ker se ne zmenijo za opozorila Miklavža, naj prenehajo s tem, jih ta kaznuje tako, da jih namoči v sod črnila. 

### Zgodba o divjem lovcu (Die Geschichte vom wilden Jäger)
Nerodni lovec Duško na lovu na zajce zaspi pod drevesom, medtem pa mu zajec ukrade očala in puško. Ko se divji lovec prebudi, sta vlogi lovec-plen obrnjeni na glavo.

### Zgodba o fantu, ki je cuzal palec (Die Geschichte vom Daumenlutscher)
Žiga ne upošteva maminega svarila in še naprej sesa palec, zato ga kaznuje krojač z velikimi škarjami.

### Zgodba o Gašperju Jušniku (Die Geschichte vom Suppen-Kaspar)
Gašper Jušnik noče več jesti juhe in zato v nekaj dneh povsem sestrada. To je ena najbolj komentiranih zgodb v slikanici, saj se med drugim v medicini večkrat uporablja kot metafora za anoreksijo nervozo. 

### Zgodba o Filipu Živcu (Die Geschichte vom Zappel-Philipp)
Filip Živec je nemiren fant, ki se tudi med kosilom ne more umiriti. Med guganjem na stolu izgubi ravnotežje, se pri tem prime za prt mize in zgodi se nesreča. Filip Živec velja za literarni primer hiperaktivnega otroka (ADHD).

### Zgodba o Jaku, ki v zrak gleda (Die Geschichte vom Hanns Guck-in-die-Luft)
Jaka ni pozoren, kje hodi, zato se mu na poti v šolo dogajajo razne nevšečnosti. Številni psihologi v zgodbi prepoznajo primer otroka, ki trpi za motnjo pomanjkanja pozornosti (ADHD), spet drugi pa posebnosti Jakovega vedenja povezujejo z epilepsijo.

### Zgodba o letečem Janu (Die Geschichte vom fliegenden Robert)
Jana nevihta neustavljivo privlači, zato se v slabem vremenu odpravi ven z dežnikom. Toda močan veter ga ob tem odpihne. Zgodba služi kot svarilo pred lahkomiselnim otroškim odnosom do sil narave, ki so bile pred industrializacijo ter ob slabše razviti in manj dostopni medicinski oskrbi od današnje, otrokom še toliko bolj nevarne.

## Peter Kušter v sodobni kulturi
Slikanici Peter Kušter je v Frankfurtu na Majni posvečen muzej, ki nosi njeno ime: Struwwelpeter-Museum. Skozi čas je slikanica doživela številne priredbe in parodije. Leta 1955 so v Nemčiji po slikanici posneli otroški film Der Struwwelpeter.
Slovenska glasbena skupina Videosex s pevko Anjo Rupel je leta 1992 objavila pesem Snip Snap, v kateri je uporabila angleško besedilo Zgodbe o fantu, ki je cuzal palec.